# Centroberyx spinosus
Centroberyx spinosus är en fiskart som först beskrevs av Gilchrist, 1903.  Centroberyx spinosus ingår i släktet Centroberyx och familjen beryxfiskar. Inga underarter finns listade i Catalogue of Life.